# Thamnaconus fijiensis
Thamnaconus fijiensis es una especie de peces de la familia Monacanthidae en el orden de los Tetraodontiformes.

## Morfología
Los machos pueden llegar alcanzar los 15,3 cm de longitud total.

## Hábitat
Es un pez de mar de clima tropical  que vive entre 130-210 m de profundidad.

## Distribución geográfica
Se encuentra en Fiyi y Nueva Caledonia.

## Observaciones
Es inofensivo para los humanos.